# Brigitta Klaas Meilier
Brigitta Klaas Meilier (* 7. August 1947) ist eine deutsche Schriftstellerin, Lyrikerin und Verlegerin. Seit 2004 ist sie in Zürich ansässig.

## Leben
Brigitta Klaas Meilier wuchs in Mülheim an der Ruhr auf. Nach dem Abitur am Geburtsort studierte sie in München und Marburg Politikwissenschaften, Wirtschafts- und Sozialgeschichte und Russisch; sie übersetzte aus dem Russischen. Mehrere Jahre war sie am  Max-Planck-Institut für ausländisches und internationales Sozialrecht in München tätig. Dort war sie Betriebsratsvorsitzende und Mitglied des Gesamtbetriebsrats der Max-Planck-Gesellschaft.  1991 gründete sie den Autorinnen-Verlag in München.
Seit ihrem Umzug 2004 in die Schweiz nach Zürich ist sie freie Lektorin für diverse Verlage. Mit vier weiteren Lyrikerinnen gründete sie 1992 die Gruppe Die Allyren.
Ab 2003 folgten diverse Veröffentlichungen zu Lyrik, Biografien, wissenschaftlichen Arbeiten und Frauengeschichte. Zugleich arbeitete sie als Dozentin für Soziologie der Sozialen Arbeit.
Von 2008 bis 2011 war sie Vorstandsmitglied des Deutschschweizer PEN-Zentrums.

## Werke (Auswahl)

### Lyrik
- Im Nebel (= Collection Montagnola. Band 67). Klaus Isele Editor, Norderstedt 2023, ISBN 978-3-86142-632-5 (Lyrik und Prosa).
- Tiefenbrunnen. (= Collection Montagnola. Band 40). Klaus Isele Editor, Norderstedt 2017, ISBN 978-3-7431-4366-1.
- Die Einladung : Eine Erinnerung. edition k&s, Zürich 2012, ISBN 978-3-905087-58-1.
- andererseits, jakob. edition k&s, Zürich München 2003, ISBN 3-905087-33-2.
- Aus dem Winkelmund der Welt. Autorinnen Verlag Zürich München 1996, ISBN 3-905087-09-X.
- Bildgestein. Autorinnen Verlag Zürich-München 1995, ISBN 3-905087-07-3.
- Die Allyren: Farben. Autorinnen Verlag, Zürich/München 1994, ISBN 3-905087-5-7.

### Prosa
- wochen enden. Notizen aus einem Leben. (= Collection Montagnola. Band 49). Klaus Isele Editor, Norderstedt 2018, ISBN 978-3-7528-0648-9.

### Wissenschaft
- Hochsaison in Sils-Maria. Meta von Salis und Friedrich Nietzsche. Zur Geschichte ihrer Begegnung. Schwabe Verlag, Basel 2005, ISBN 3-7965-2104-5.

### Briefwechsel als Mitherausgeberin
- mit Dagmar Schifferli: Betsy Meyer-Ulrich: … das ganze Herz deiner Mutter. Briefe an Betsy und Conrad Ferdinand Meyer. Pendo Verlag, Zürich 1998, ISBN 3-85842-329-7.
- mit Dagmar Schifferli: Meine getreue Schulthess. Aus dem heimlichen Briefwechsel zwischen Anna Schulthess und Heinrich Pestalozzi. Werd Verlag, Zürich 1996, ISBN 3-85932-199-4.

### Herausgeberin
- Nah Vorbei. Kurze Geschichten von kurzen Begegnungen. (= Zürcher Schreibtisch-Texte. 2). edition k&s, Zürich 2020, ISBN 978-3-905087-62-8.
- Margarete Nowak-Stucki: In Polen verloren. Eine Auslandschweizerin im Strudel der Geschichte. Werd Verlag, Zürich 1996, ISBN 3-85932-177-3.

### Übersetzungen aus dem Russischen
- Alexander Babjonischew, Lew Kopelev (Hrsg.): Für Sacharow. Texte aus Rußland zum 60. Geburtstag. Mit einem Vorwort von Heinrich Böll. Deutscher Taschenbuch Verlag,  München 1981, ISBN 3-423-01764-3. (mit dem Nachweis der von B.K. übersetzten Texte auf S. 243)
- F. M. Dostojewskij: Schuld und Sühne. (= Goldmann Klassiker). Vollständige Neuübersetzung, 1. Auflage. Goldmann Verlag, München 1980, ISBN 3-442-07531-9.